# 스포츠 바이크

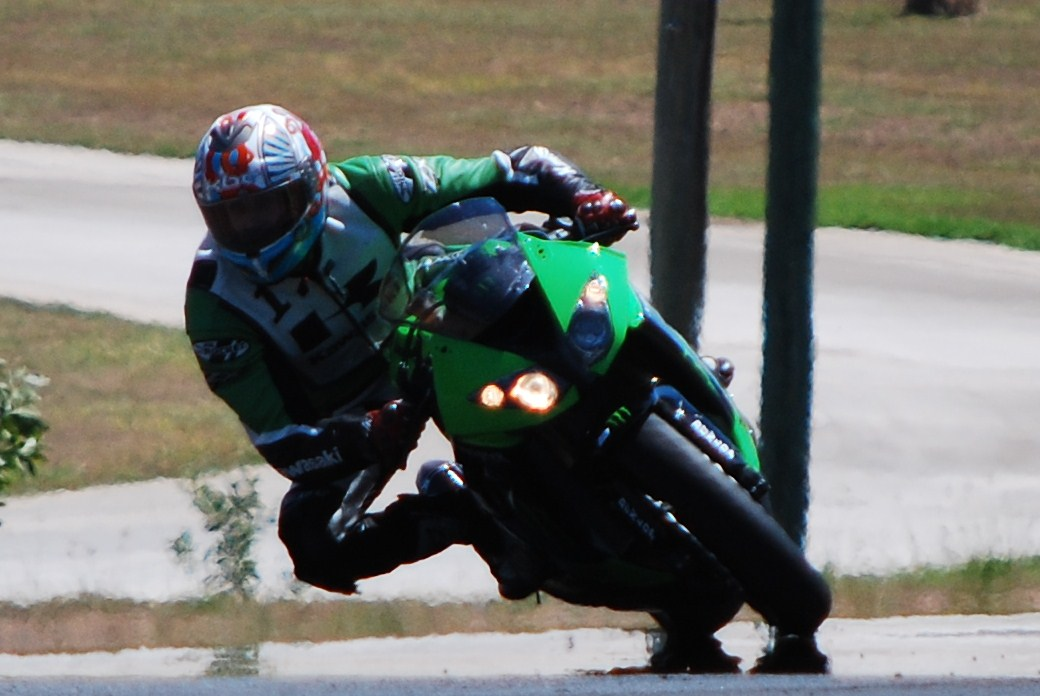
가와사키 스포츠 바이크.

스포츠 바이크 (Sport Bike 또는 Sports Bike)는 오토바이의 한 종류로 단거리 이동에 적합하며 편안한 운전이 가능한 종류다. 때때로 퍼포먼스 오토바이라고 불리고, 크루즈급보다는 전형적으로 매우 더 작고 가볍다. 그리고 본질적으로 경주용 오토바이의 소비자 판매용으로서, 일반적으로 경주용 오토바이보다 몇 년 뒤에 나온다.
탈 때의 자세는 발을 등보다 뒤로 빼고, 손은 낮게 하고 머리는 앞을 향한다. 스포츠 바이크는 대부분 코너에서 크게 안정적이고 아주 높은 속도도 가능하다.
1990년대 후반부터는 다양한 스포츠 오토바이 제조업체들 사이에서 "힘의 전쟁"이 시작됐다. 스즈키의 1300cc GSX-1300R 하야부사는 최초로 300km/h을 넘었고 가와사키의 ZX12R는 200km/h을 넘어서도록 설계됐다. 안전 문제 때문에 결국 여러 유럽 정부에 의해 최고 속도는 300km/h(186mph)로 한계가 정해졌다.
스포츠 바이크는 때때로 가벼운 무게와 빠른 속도 때문에 "총알 오토바이"라고 불린다. 그러나 그것은 경멸적인 의미로 "크로치 로켓" 그리고 "플라스틱 오토바이"라고도 불린다.